# 邦月美岐
邦月 美岐（くにづき みき）とは元宝塚歌劇団娘役。長崎県諌早市出身。神戸海星女子学院高等学校出身。宝塚歌劇団時代の愛称はミキ。

## 略歴
1968年4月、宝塚音楽学校入学。
1970年2月、宝塚音楽学校卒業文化祭『ベニスの商人』でポーシャ（ヒロイン）役を演じる。
1970年3月、宝塚音楽学校を卒業し56期生として、宝塚歌劇団入団。雪組公演『四季の踊り絵巻／ハロー!タカラヅカ』で初舞台を踏む。宝塚入団時の成績は70人中17位。
1971年3月8日、雪組配属。（邦月美岐だと4月になっている）
1973年8月 - 1974年10月、レコード歌手として活動。
1977年8月、花組に移籍。
1980年10月30日付で、宝塚歌劇団を退団。

## 主な舞台出演

### 宝塚歌劇団時代
- 1970年3月 初舞台『四季の踊り絵巻』／『ハロータカラヅカ』
- 1970年9月 『青春のプレリュード』
- 1971年2月 『星の牧場』歌う少女
- 1971年8月 東京公演『ノバ・ボサ・ノバ』マダム・ガートのクラブのトリオの歌手
- 1971年10月 『サンライズ・アゲイン』閃光の踊子（団体賞受賞）
- 1972年6月 『星の降る街』歌う修道女
- 1972年8月　東京公演『ザ・フラワー』新人公演・デュエットの歌手
- 1973年2月 『花吹雪』花枝の歌手／『愛のラプソディ』詩集の歌手
- 1973年7月 『カンテ・グランデ』新人公演：マリア（本役：摩耶明美[要出典]）（新人賞受賞）
- 1974年12月 『紅椿雪に咲く』きぬ ／『ファンキー・ジャンプ』ショーの女（音楽賞受賞）
- 1975年2月 『フィレンツェに燃える』新人公演：マチルド（本役：麗美花[要出典]）／『ザ・スター』ララバイの歌手
- 1975年8月 『ベルサイユのばら』オルタンス、ロザリー（ダブルキャスト）
- 1976年1月 『白鷺の詩』白鷺（団体賞受賞）／『ムッシュ・パピヨン』コンセプション
- 1976年6月 『星影の人』安紀、新人公演：早苗（本役：麗美花[要出典]）
- 1976年9月　東京公演『星影の人』早苗
- 1977年2月 『鶯歌春』秀麗／『マンハッタン・ラグ』歌う女（音楽賞受賞）
- 1977年8月 『宝舞抄』白蓮記の歌手／『ザ・レビュー』愛の歌手
- 1978年2月 『風と共に去りぬ』インディア・ウィルクス
- 1978年4月 宝塚バウホールこけら落とし公演『ホフマン物語』オランピア
- 1978年5月 宝塚バウホール公演『サヨナラにリボンをかけて』
- 1978年8月 宝塚バウホール公演『ヴェロニック』エルメランス
- 1978年10月 中南米公演に参加
- 1979年1月 東京公演『遥かなるドナウ』ベルタ
- 1979年3月 『花影記』千津／『紅はこべ』プロローグの歌手、シュザンヌ
- 197年9月『ベルサイユのばら』（地方公演）マリー・アントワネット
- 1979年11月 『舞え舞え蝸牛』阿漕／『ビューティフル・シティ』歌手
- 1980年1月 宝塚バウホール公演『刀を抜いて』お才
- 1980年6月 『花小袖』椿／『プレンティフル・ジョイ』扇の歌手
- 1980年10月 宝塚バウホール公演 『アナトール』ギャブリエル

出典：邦月美岐より

### 宝塚歌劇団退団後
- 1981年 梅田コマ劇場公演『カール物語』ヒロイン・マルギット
- 1998年11月8日『深緑夏代と弟子たちのコンサート』。

出典：邦月美岐より

## レコード
レコードでは「くにづきみき」のひらがな名になっている。
- 1974年2月25日（日本コロムビア）　
  - 「嵐のあとで」（A面） - 作詞：あさひな知彦、作曲：井上忠夫（元ブルーコメンツ）、編曲：竜崎孝路
  - 「海辺のホテル」（B面）- 作詞：あさひな知彦、作曲：井上忠夫（元ブルーコメンツ）、編曲：竜崎孝路

- 1974年10月1日（日本コロムビア） 
  - 「赤い小窓」（A面） - 作詞：なかにし礼、作曲・編曲：森田公一　　　　　　　　　　
  - 「恋はお芝居」（B面） - 作詞：むろふし・チコ、作曲・編曲　森田公一

- 1977年8月（日本コロムビア） 　　　　
  - 「夏よ・・」（A面）
  - 「愛の砂漠」（B面）

出典：邦月美岐より